# 甘肅鼻龍屬
甘肅鼻龍屬（屬名：Gansurhinus）是種早期、原始爬行動物，屬於大鼻龍科的Moradisaurinae亞科，生存於二疊紀晚期的中國。在2011年，Robert R. Reisz等人將化石敘述、命名，模式種是青頭山甘肅鼻龍（G. qingtoushanensis）。2023年，根据一个尚未成年的标本建立了该属的第二个物种，脑包沟甘肃鼻龙(Gansurhinus naobaogouensis)